# 板谷由夏
板谷 由夏（いたや ゆか、1975年〈昭和50年〉6月22日 - ）は、日本の女優。
福岡県北九州市出身。元アミューズ所属（2025年まで）。夫はスタイリストの古田ひろひこ。

## 略歴
父親の仕事の都合で幼い頃から頻繁に引っ越しや転校をしていた。小学6年生の時から北九州市に定住、北九州市立引野中学校、九州国際大学付属高等学校、福岡女学院大学短期大学部卒業。
ファッションが好きだったため雑誌に携わりたいと思い、読者モデルに応募。1994年から『PeeWee』の専属モデルとして活躍する。音楽系の事務所に所属していたため、1995年には博多華丸（当時は鶴屋華丸）やおたこぷー（当時はおタコ・プー）と共にSOUTH END×YUKAとしてシングル「SO.TA.I」をリリースした。
1996年からNHK教育『イタリア語会話』に生徒役で出演。それを見た大谷健太郎の目に留まり、1999年に映画『avec mon mari』で女優として映画デビューし、ヨコハマ映画祭最優秀新人賞を受賞。『パーフェクトラブ!』（フジテレビ）を皮切りに、数多くのドラマ、映画に出演して顔が知られるようになった。
2007年2月22日にスタイリストの古田ひろひこと結婚。2008年6月22日に第1子の男児を出産。2012年8月9日に第2子の男児を出産。
2018年8月28日、2007年10月より11年間キャスターを務めた『NEWS ZERO』を2018年9月いっぱいで卒業することを発表。
2023年秋ドラマの『ブラックファミリア〜新堂家の復讐〜』でドラマ初主演。
2025年3月、北九州市民文化賞を受賞。
2025年6月2日、約27年間所属していたアミューズを離れ独立したことを明らかにした。

## 人物
石田ゆり子と親しく、互いのInstagramで交流の様子が度々掲載される。また、藤木直人とも家族ぐるみで付き合いがある。

## 出演

### テレビドラマ
- パーフェクトラブ!（1999年7月 - 9月、フジテレビ） - 富永彩 役
- 学校の怪談 春の呪いスペシャル 第4話（2000年3月28日、フジテレビ） - 渡辺理恵 役
- 天使が消えた街（2000年4月 - 6月、日本テレビ） - 瀬戸かおり 役[18]
- 神様のいたずら（2000年10月 - 12月、関西テレビ） - 北沢柊 役
- スチュワーデス刑事5（2001年1月5日、フジテレビ） - 今井香織 役
- 明日があるさ（2001年4月 - 6月、日本テレビ） - 田村 役
  - 明日があるさ スペシャル（2002年1月12日）
- Fighting Girl 第9話 - 第11話（2001年8月29日・9月5日・12日、フジテレビ） - 佐倉店長 役
- ナースマン（2002年1月 - 3月、日本テレビ） - 漆原みき 役
  - ナースマン スペシャル（2004年4月6日）
- 世にも奇妙な物語（フジテレビ）
  - 世にも奇妙な物語 秋の特別編 (2002年)「採用試験」（2002年10月3日） - 74番 役
  - 世にも奇妙な物語 秋の特別編 (2003年)「迷路」（2003年9月18日） - 堂音亜里抄 役
- 女と愛とミステリー パートタイム探偵（2002年12月11日・2004年2月25日、テレビ東京） - 篠原今日子 役
- スカイハイ PART1 第1話（2003年1月17日、テレビ朝日） - 吉野美里 役 [19]
- よい子の味方 〜新米保育士物語〜（2003年1月 - 3月、日本テレビ） - 新井えりか 役
- ドラマW（WOWOW）
  - コスメティック（2003年6月28日）[20]
  - エンドロール〜伝説の父〜（2012年3月18日） - 尾崎麻由美 役  [21]
- 連続テレビ小説（NHK）
  - こころ 第154回（2003年9月25日） -  堀田真理子 役
  - おちょやん 第62回・第63回（2021年3月2日・3日） -  夕 役[22][23]
- あした天気になあれ。 第1・9・10話（2003年10月11日・12月6日・13日、日本テレビ） - 吉沢千絵 役
- 女と男と物語 PARTII Episode2「結婚願望」（2003年10月11日、朝日放送） - 池田薫 役
- 末っ子長男姉三人 第4話（2003年11月2日、TBS） - 広子 役
- LOVE ASIA 花びらの舞う海へ（2004年2月28日、テレビ西日本） - 塚山由美 役
- 温泉へ行こう5（2004年11月 - 2005年2月、TBS） - 星野絹香 役
- 恋する日曜日 セカンドシリーズ「すばらしい日々」（2005年4月17日・24日、BS-i） - 神田佳代子 役
- anego[アネゴ] 第5話（2005年5月18日、日本テレビ） - 水沢加世 役
- 相棒 season4 第14話（2006年1月25日、テレビ朝日） - 小西美紗緒 役
- 劇団演技者。 第17回公演作 レプリカ（2006年4月 - 5月、フジテレビ） - 並木潤子 役
- マチベン 第3話・第4話（2006年4月22日・29日、NHK） - 向井圭子 役
- 銭華 〜銀座ホステス株バトル〜（2006年6月20日、日本テレビ） - 三原佑里 役
- CAとお呼びっ! 第4話（2006年7月26日、日本テレビ） - 渡部伸子 役
- 次郎長背負い富士 第9話・1第0話（2006年8月24日・31日、NHK） - きく 役
- 福岡発地域ドラマ 飛ばまし、今（2006年12月22日、NHK） - 富重南海子 役
- ハケンの品格（2007）（2007年1月 - 3月、日本テレビ） - 黒岩匡子 役
- ホタルノヒカリ（2007年7月 - 9月、日本テレビ） - 山田早智子 役
  - ホタルノヒカリ2（2010年7月 - 9月）
- 陽炎の辻〜居眠り磐音 江戸双紙〜 第9話（2007年9月27日、NHK） - 秋葉 役
- 大河ドラマ（NHK）
  - 篤姫 第8回 - 第12回（2008年2月24日 - 3月23日） - 広川 役
  - 光る君へ 第1回 - 第22回（2024年1月7日 - 6月2日） - 高階貴子 役[24]
- アイシテル〜海容〜（2009年4月 - 6月、日本テレビ） - 小沢聖子 役
- 働くゴン!（2009年9月23日、日本テレビ）
- ギネ 産婦人科の女たち（2009年10月 - 12月、日本テレビ） - 桧口涼子 役
- 笑う女優「青い鳥」（2010年1月1日、日本テレビ） - 美里先輩 役
- 太宰治短編小説集 第2シリーズ「犯人」（2010年3月25日、NHK） - 鶴田慶助の姉（朗読） 役
- 八日目の蝉（2010年3月 - 5月、NHK） - 秋山恵津子 役
- 流れ星（2010年10月 - 12月、フジテレビ） - 相澤美奈子 役
- てのひらのメモ（2010年10月23日、NHK） - 種本千晶 役
- 最上の命医（2011年1月 - 3月、テレビ東京） - 真中有紀 役
- 連続ドラマW （WOWOW）
  - CO 移植コーディネーター（2011年3月 - 4月） - 林加奈子 役  [25]
  - パンドラIII 革命前夜（2011年10月 - 11月） - 川村翔子 役 [26]
  - 翳りゆく夏（2015年1月 - 2月） - 須川鮎子 役  [27]
  - 海に降る（2015年10月 - 11月） - 正田眞美子 役[28]
  - バイバイ、ブラックバード（2018年2月 - 3月） - 霜月りさ子 役[29]
  - 悪党〜加害者追跡調査〜（2019年5月 - 6月） - 染谷久美子 役 [30]
- 高校生レストラン（2011年5月 - 7月、日本テレビ） - 吉崎文香 役
- 忠臣蔵〜その義その愛（2012年1月2日、テレビ東京） - かや 役
- ダーティ・ママ! 第6話 - 第9話（2012年2月15日 - 3月7日、日本テレビ） - 村上玲子 役
- ATARU 第1話（2012年4月15日、TBS） - 斉木郁 役
- 猫弁〜死体の身代金〜（2012年4月23日、TBS） - 柳まこと 役
  - 猫弁と透明人間（2013年4月22日）
- 第二楽章（2013年4月 - 6月、NHK） - 遠藤奈津美 役
- SUMMER NUDE（2013年7月 - 9月、フジテレビ） - 下嶋勢津子 役
- 刑事のまなざし（2013年10月 - 12月、TBS） - 田辺久美子 役
- ねじれた絆 赤ちゃん取り違え事件 42年の真実（2013年10月11日、フジテレビ） - 稲福スミ子 役
- 松本清張ドラマスペシャル・三億円事件（2014年1月18日、テレビ朝日） - 戸田悦子 役
- ファースト・クラス 第1期（2014年4月 - 6月、フジテレビ） - 大沢留美 役
  - ファーストクラス 第2期（2014年10月 - 12月）
- 同窓生〜人は、三度、恋をする〜（2014年7月 - 9月、TBS） - 広野薫子 役
- テレビ未来遺産 ORANGE 〜1.17 命懸けで闘った消防士の魂の物語〜（2015年1月19日、TBS） - 小日向夏希 役
- 三面記事の女たち -愛の巣-（2015年2月20日、フジテレビ） - 江藤房江 役
- 医師たちの恋愛事情（2015年4月 - 6月、フジテレビ） - 市川友子 役[31]
- 24時間テレビスペシャルドラマ 母さん、俺は大丈夫（2015年8月22日、日本テレビ） - 新谷看護師 役
- 遺産争族（2015年10月 - 12月、テレビ朝日） - 河村凛子 役[32]
- ヤッさん〜築地発!おいしい事件簿〜（2016年7月 - 8月、テレビ東京） - オモニ 役[31][33]
- ほんとにあった怖い話 夏の特別編2016「病棟に棲む五円玉」（2016年8月20日、フジテレビ）
- スニッファー 嗅覚捜査官（2016年10月 - 12月、NHK総合） - 片山恵美 役[34]
  - スニッファー スペシャル（2018年3月21日）
- 山田太一ドラマスペシャル 五年目のひとり（2016年11月19日、テレビ朝日） - 松永晶江 役
- 女の中にいる他人（2017年1月 - 2月、NHK BSプレミアム） - 伊東美智子 役
- 母になる（2017年4月 - 6月、日本テレビ） - 西原莉沙子 役[35]
- セシルのもくろみ（2017年7月 - 9月、フジテレビ） - 黒沢洵子 役
- 刑事ゆがみ 第5話（2017年11月9日、フジテレビ） - 宇津巻京子 役[36]
- バイプレイヤーズ 〜もしも名脇役がテレ東朝ドラで無人島生活したら〜 劇中劇『しまっこさん』（2018年2月 - 3月、テレビ東京） - 鰐口房子 役[37]
- ハケン占い師アタル（2019年1月 - 3月、テレビ朝日） - 大崎結 役[38]
- やすらぎの刻〜道 第31回 - （2019年5月20日 - 、テレビ朝日） - 有坂エリ 役[39]
- 37セカンズ（2019年12月5日、NHK BSプレミアム） - 藤本 役
- 13（2020年8月1日 - 22日、東海テレビ・フジテレビ） - 相川麻美 役[40]
- 天使にリクエストを〜人生最後の願い〜（2020年9月 - 10月、NHK総合・NHK BS4K） - 島田（三井）時恵 役
- ペンションメッツア 『燃す』（2021年1月30日、WOWOWプライム） - フキ 役
- イチケイのカラス 第4話 - （2021年4月26日 - 、フジテレビ） - 青山瑞希 役[41]
  - イチケイのカラス スペシャル（2023年1月14日）[42]
- 緊急取調室 4th SEASON 第7話（2021年9月2日、テレビ朝日） - 貴船馨 / 貴船渚（二役）[43]
- 群青領域（2021年10月 - 12月、NHK総合） - 宮野悦子 役
- シリーズ・横溝正史短編集III「池松壮亮×金田一耕助3『女の決闘』」（2022年2月26日、NHK BSプレミアム） - 藤本多美子 役[44]
- TOKYO VICE 第3話・第6話・第8話（2022年4月 - 6月、HBO Max・WOWOW） - 片桐の妻 役
- パンドラの果実 科学犯罪捜査ファイル Season1 第7話（2022年6月4日、日本テレビ） - 君塚桃子 役
- 家庭教師のトラコ（2022年7月 - 9月、日本テレビ） - 下山智代 役[45]
- 夫婦円満レシピ〜交換しない?一晩だけ〜（2022年10月6日 - 12月22日、テレビ東京） - 窪塚祥子 役[46]
- シッコウ!!〜犬と私と執行官〜（2023年7月4日 - 9月12日、テレビ朝日） - 上野原美鶴 役[47]
- ブラックファミリア〜新堂家の復讐〜（2023年10月6日 - 12月7日、読売テレビ・日本テレビ系） - 主演・新堂一葉 役 [48]
- 東京タワー（2024年4月20日 - 6月15日、テレビ朝日） - 浅野詩史 役[49]
- それぞれの孤独のグルメ 第2話・第3話（2024年10月12日・19日、テレビ東京） - 高垣晴美 役[50]
- アンサンブル（2025年1月18日 - 3月22日、日本テレビ） - 小鳥遊翠 役[51]
- いつか、ヒーロー（2025年4月6日 - 6月1日、朝日放送テレビ・テレビ朝日） - 西郡十和子 役[52]

### ネットドラマ
- FOLLOWERS（2020年2月27日 - 、Netflix） - 群青あかね 役[53]
- ホットママ（2021年3月19日 - 、Amazonプライム・ビデオ） - 木島塔子 役[54]
- 離婚しようよ（2023年6月22日、Netflix） - 印田薫 役[55][56]
- 僕の愛しい妖怪ガールフレンド（2024年3月22日、Amazon Prime Video）[57]
- 東京タワー（2024年5月11日 - 、TELASA） - 浅野詩史 役[58]

### バラエティ・教養番組
- イタリア語会話（1996年、NHK） - 生徒 役[9]
- 金髪先生 第24回 - 第50回（1997年3月25日 - 9月30日、テレビ朝日）
- NEWS ZERO（2007年 - 2018年、日本テレビ） - 火曜日キャスター[59]
- ヒストリー10年の発表 あなたが選ぶ10ジャンルNO.1（2010年12月12日、ヒストリーチャンネル） - 司会[60]
- 第54回NHKニューイヤーオペラコンサート（2011年、NHK）
- 斎藤工×板谷由夏 映画工房（2011年10月1日 - 2024年3月29日、WOWOW）[61][62]

- My Value My Way（2014年 - 2016年、フジテレビ） - ナレーション ※BSフジでも放送
- ノンフィクションW ハリウッドを救った歌声〜史上最強のゴーストシンガーと呼ばれた女〜（2016年2月27日、WOWOW） - ナレーション [63]

### ラジオ
- COSMO POPS STATION（2017年4月1日 - 2021年3月27日、TOKYO FM・JFN38局ネット） - パーソナリティ[64]

### ラジオドラマ
- 青春アドベンチャー　5DROPS（2001年2月5日 - 16日、NHK-FM） - オムニバス作品[65][66]
- FMシアター（NHK-FM）
  - リアルライフ（2003年6月28日） - 沢田ヒカル 役[67][68][69]
  - 中洲バンケットブルー（2005年6月4日） - 朝美 役[70][71]
  - 能古島デイズ（2007年6月16日） - 朝美 役[72][73]

### 映画
- avec mon mari（英語版）（1999年）[74][75] - 麻生美都子 役
- 光の雨（2001年） - 月田てる子 役
- ドッジGO!GO!（2002年） - 山田佐知恵 役
- Tokyo.sora（2002年） - ヨーコ 役
- 黄昏流星群（2002年） - 今井美奈 役
- SURVIVE STYLE5+（2004年） - 社長秘書 役
- 運命じゃない人（2005年） - 倉田あゆみ 役
- いらっしゃいませ、患者さま。（2005年） - 清水円 役
- 欲望（2005年） - 主演・青田類子 役
- ベルナのしっぽ（2006年） - 伊藤啓子 役
- アキハバラ@DEEP（2006年） - ユイ 役
- サッド ヴァケイション（2007年） - 椎名冴子 役
- クローズド・ノート（2007年） - 山崎星美 役
- 歌謡曲だよ、人生は（2007年） - 美しい女 役
- 1303号室（2007年）
- 大奥（2010年） - 大岡忠相 役
- アウトレイジ（2010年） - 大友の女 役
- ガール（2012年） - 平井孝子 役
- 映画 ホタルノヒカリ（2012年） - 山田早智子 役
- ぼくたちの家族（2014年）
- なつやすみの巨匠（2015年）
- 四月は君の嘘（2016年） - 瀬戸紘子 役
- 3月のライオン（2017年） - 美咲 役
- SUNNY 強い気持ち・強い愛（2018年） - 芹香 役[注 1]
- マチネの終わりに（2019年） - 是永慶子 役[77]
- 37セカンズ（2020年） - 藤本 役
- MIRRORLIAR FILMS Season2「愛を、撒き散らせ」（2022年）[78]
- 百花（2022年） - 関綾乃 役[79]
- 夜明けまでバス停で（2022年） - 主演・北林三知子 役[80]
- アナログ（2023年） - 香津美 役[81]
- 月（2023年）[82]
- 先生の白い嘘（2024年）[83]
- 徒花-ADABANA-（2024年）[84]
- MIRRORLIAR FILMS Season6『カフネの祈り』（2024年）[85]
- Good Luck（2025年公開予定）[86]

### 舞台
- フォトグラフ51（2018年4月、東京芸術劇場シアターウエスト 他） - 主演・ロザリンド 役[87]
- 大人のけんかが終わるまで（2018年6月 - 8月、シアタークリエ 他） - フランソワーズ 役
- ハロルドとモード『HAROLD AND MAUDE』（2024年9月 - 10月、EX THEATER ROPPONGI 他）[88]
- 朗読劇『したいとか、したくないとかの話じゃない』2025（2025年5月23日 - 25日、渋谷区文化総合センター大和田 さくらホール） - 恭子 役[89]

### 吹き替え
- エクスタント（2015年、WOWOW） - モリー・ウッズ 役〈ハリー・ベリー〉[90]
- エクスタント－インフィニティ（2016年、WOWOW） - モリー・ウッズ 役〈ハリー・ベリー〉

### CM・広告
- アサヒビール
- 資生堂
  - UVホワイト（2001年）
  - AQUALABEL（2015年）
- 小林製薬「イージーファイバー」「ピュアエア」「けしみんクリーム」「脇パット」
- HABA（2007年 - ）
- NTT東日本 光iフレーム（2012年）
- ライオン「香りとデオドラントのソフラン」（2012年 - ）
- 日本生命「みらい創造物語」シリーズ（2012年 - ）
- パナソニック「Panasonic リフォーム」（2016年4月 - ）[91]
- ワコール「LASEE」（2016年6月 - ） - ブランドキャラクター[92]
- 日本オリーブオイルソムリエ協会（2017年） - オリーブアンバサダー[93][94]
- サントリービール「頂〈いただき〉」（2017年7月 - ）[95]
- 森永製菓
  - 「森永甘酒」（2017年9月 - ）[96]
  - 「森永のやさしい米麹甘酒」（2018年4月 - ）[97]
- HFCプレステージジャパン「ウエラトーン ヘアカラートリートメント」（2018年3月 - ）[98]
- エーザイ チョコラBBブランド「チョコラ家」（2022年4月 - ） - 母・由夏 役[99]
  - チョコラBBプラス「それ、チョコラBBプラスの出番かも。」篇
  - チョコラBBローヤル2「今のつらい疲れに。」篇
  - チョコラBBブランド「チョコラBBブランド70周年」篇

### ウェブ動画
- じゃらん「ここではないどこかで」（2020年） - 真知子 役[100]

### ウェブ番組
- ラブ・イズ・ブラインド Japan（2022年2月8日 - 、Netflix） - 藤井隆と共にナビゲーター[101][102]

## 書籍

### 写真集
- 最後に見た風景（2004年、美術出版社）オムニバス作品
- 19 Rooms（2009年、赤々舎）オムニバス作品

## 受賞歴
- 1999年 第21回ヨコハマ映画祭 最優秀新人賞（『avec mon mari』）
- 2005年 第60回毎日映画コンクール 女優助演賞（『運命じゃない人』）
- 2007年 第22回高崎映画祭 最優秀助演女優賞（『サッド ヴァケイション』）
- 2022年 第32回日本映画批評家大賞 主演女優賞（『夜明けまでバス停で』）[103]
- 2024年 第28回日刊スポーツ・ドラマグランプリ 春ドラマ 助演女優賞（『東京タワー』）[104]
- 2025年 国際女性デー表彰式 HAPPY WOMAN AWARD 2025 for SDGs[105]
- 2025年 第34回TV LIFE年間ドラマ大賞 助演女優賞（『東京タワー』）[106]